# Crafoord Prize
Crafoordprisen er en pris, som skal belønne og fremme grundlæggende forskning inden for videnskabelige discipliner, som havner uden for Nobelprisens emneområder. Disse områder indbefatter astronomi, biologi (særligt økologi), geovidenskab, matematik, og forskning på sygdommen polyartrit (reumatisme). Prisen blev etableret i 1980 af Holger Crafoord, som kommercialiserede den kunstige nyre og grundlagde selskabet Gambro sammen med ægtefællen Anna-Greta Crafoord. Holger Crafoord led selv af polyartrit. Crafoordprisen blev uddelt første gang i 1982. Prisen administreres af Kungliga Vetenskapsakademien (KVA) i Stockholm.
Der uddeles kun én pris om året, og den følger et treårig cyklus, hvor prisuddelingen første år sker i astronomi eller matematik, andet år i geovidenskab og tredje år i biologi, hvorpå cyklussen starter forfra. Prisen i polyartritforskningen uddeles udelukkende, når der er konstateret et videnskabelig fremskridt, som kan begrunde en tildeling. Det er sket to gange; i 2000 og i 2004. Her blev prisen uddelt som en fjerde kategori i cyklussen. I september 2007 besluttede KVA at prisen i polyartritforskning skulle uddeles i 2009 fulgt af geovidenskab i 2010.
Prisen uddeles i april måned i Lund, og i lighed med de nobelpriser, som uddeles i Stockholm, er det Sveriges regent der uddeler priserne.
Med prisen følger et pengebeløb som i 2020 var 6.000.000 svenske kroner, som skal bruges af prismodtageren til yderligere forskning.

## Modtagere
| År             | Fagområde                       | Billede                                                                              | Prisvinder                   | Nationalitet       | Begrundelse |
| -------------- | ------------------------------- | ------------------------------------------------------------------------------------ | ---------------------------- | ------------------ | --- |
| 2024(kommende) | Astronomi                       | Jørgen Christensen-Dalsgaard                                                         | Jørgen Christensen-Dalsgaard | Danmark            | "for udvikling af metoder til at studere stjerneskælv" |
| 2012           | Astronomi                       | Reinhard Genzel                                                                      | Reinhard Genzel              | Tyskland           | "for deres observationer af stjernenes kredsen omkring galaksens centrum, noget som indikerer tilstedeværelse af et supermassivt sort hul"                                                                                                 |
| 2012           | Astronomi                       | —                                                                                    | Andrea M. Ghez               | USA                | "for deres observationer af stjernenes kredsen omkring galaksens centrum, noget som indikerer tilstedeværelse af et supermassivt sort hul"                                                                                                 |
| 2012           | Matematik                       | —                                                                                    | Jean Bourgain                | Belgien            | "for deres brilliante og banebrydende arbejde inden for harmonisk analyse, partielle differentialligninger, ergodisk teori, talteori, kombinatorik, funktionel analyse og teoretisk informatik"                                            |
| 2012           | Matematik                       | Terence Tao                                                                          | Terence Tao                  | Australien · USA   | "for deres brilliante og banebrydende arbejde inden for harmonisk analyse, partielle differentialligninger, ergodisk teori, talteori, kombinatorik, funktionel analyse og teoretisk informatik"                                            |
| 2011           | Biovidenskab                    | Ilkka Hanski                                                                         | Ilkka Hanski                 | Finland            | "for hans pionerstudier om hvordan rumlige variationer påvirker dynamikken til dyre- og plantebestande" |
| 2010           | Geovidenskab                    | Walter Munk                                                                          | Walter Munk                  | USA                | "for hans pionerindsats og fundamentale bidrag til vor forståelse af havcirkulation, tidevand og bølger, og deres rolle i jordens dynamik"                                                                                                 |
| 2009           | Polyartritforskning (ledgigt)   | Charles Dinarello                                                                    | Charles Dinarello            | USA                | "for deres pionerindsatser ved isolering af interleukiner, og bestemmelse af deres egenskaber og betydning ved begyndelsen af inflammatoriske sygdommer"                                                                                   |
| 2009           | Polyartritforskning (ledgigt)   | Tadamitsu Kishimoto                                                                  | Tadamitsu Kishimoto          | Japan              | "for deres pionerindsatser ved isolering af interleukiner, og bestemmelse af deres egenskaber og betydning ved begyndelsen af inflammatoriske sygdommer"                                                                                   |
| 2009           | Polyartritforskning (ledgigt)   | Toshio Hirano                                                                        | Toshio Hirano                | Japan              | "for deres pionerindsatser ved isolering af interleukiner, og bestemmelse af deres egenskaber og betydning ved begyndelsen af inflammatoriske sygdommer"                                                                                   |
| 2008           | Astronomi                       |                                                                                      | Rashid A Sunyajev            | Rusland            | "For hans afgørende indsats inden for højenergi-astrofysik og kosmologi, specielt processer og dynamik omkring sorte huller og neutronstjerner og påvisningen af den diagnostiske kraft hos strukturer i baggrundstråling"                 |
| 2008           | Matematik                       | Maxim Kontsevich                                                                     | Maxim Kontsevich             | Rusland · Frankrig | "for deres vigtige indsats inden for matematikken inspireret af moderne teoretisk fysik" |
| 2008           | Matematik                       | Edward Witten writing on a blackboard                                                | Edward Witten                | USA                | "for deres vigtige indsats inden for matematikken inspireret af moderne teoretisk fysik" |
| 2007           | Biologi                         |                                                                                      | Robert Trivers               | USA                | "for hans fundamentale analyse af social evolution, konflikt og samarbejde" |
| 2006           | Geovidenskab                    |                                                                                      | Wallace Smith Broecker       | USA                | "for hans innovative og nydannende forskning om den globale carboncyklus i havet – atmosfæren – biosfæren og deres samspil med klimaet" |
| 2005           | Astronomi                       |                                                                                      | James E. Gunn                | USA                | "for deres bidrag til forståelsen af universets storskalastruktur" |
| 2005           | Astronomi                       | James Peebles                                                                        | USA                          |                    | "for deres bidrag til forståelsen af universets storskalastruktur" |
| 2005           | Astronomi                       |                                                                                      | Martin Rees                  | Storbritannien     | "for deres bidrag til forståelsen af universets storskalastruktur" |
| 2004           | Polyartrittforskning (leddgigt) |                                                                                      | Eugerne Butcher              | USA                | "for deres studier af de molekylære mekanismerne bag migrationen af hvide blodlegemer ved helse og sygdom" |
| 2004           | Polyartrittforskning (leddgigt) | Timothy Springer                                                                     |                              | USA                | "for deres studier af de molekylære mekanismerne bag migrationen af hvide blodlegemer ved helse og sygdom" |
| 2003           | Biologi                         |                                                                                      | Carl Woese                   | USA                | "for hans opdagelse af en tredje hovedgruppe livsformer" |
| 2002           | Geovidenskab                    |                                                                                      | Dan McKenzie                 | Storbritannien     | "for hans grundlæggende bidrag til forståelsen af lithosfærens dynamik, særlig plade-tektonikken, dannelsen af sedimentationsbassiner og jordmantelens smeltning"                                                                          |
| 2001           | Matematik                       |                                                                                      | Alain Connes                 | Frankrig           | "for hans dybdegående arbejde inden for teorien om operatoralgebraer og for at han have været en af grundlæggerne af den ikke-kommutative geometri"                                                                                        |
| 2000           | Polyartrittforskning            |                                                                                      | Marc Feldmann                | Storbritannien     | "for identificering af TNF-blokering som et effektivt terapi-princip ved reumatoid artrit" |
| 2000           | Polyartrittforskning            | Ravinder N. Maini                                                                    |                              | Storbritannien     | "for identificering af TNF-blokering som et effektivt terapi-princip ved reumatoid artrit" |
| 1999           | Biologi                         | Ernst Mayr in 1994, after receiving an honorary degree at the University of Konstanz | Ernst Mayr                   | USA                | "for grundlæggende bidrag til den begrebsmæssige udvikling af den evolutionære biologi" |
| 1999           | Biologi                         | George C. Williams                                                                   |                              | USA                | "for grundlæggende bidrag til den begrebsmæssige udvikling af den evolutionære biologi" |
| 1999           | Biologi                         | John Maynard Smith                                                                   | UK                           |                    | "for grundlæggende bidrag til den begrebsmæssige udvikling af den evolutionære biologi" |
| 1998           | Geovidenskab                    |                                                                                      | Don L. Anderson              | USA                | "for grundlæggende bidrag til kundskab om strukturer og processer i det indre af jorden" |
| 1998           | Geovidenskab                    | Adam M. Dziewonski                                                                   |                              | USA                | "for grundlæggende bidrag til kundskab om strukturer og processer i det indre af jorden" |
| 1997           | Astronomi                       |                                                                                      | Fred Hoyle                   | Storbritannien     | "for pionerindsats inden for studiet af kerneprocesser i stjernerne og stjernernes udvikling" |
| 1997           | Astronomi                       | Edwin E. Salpeter                                                                    | USA                          |                    | "for pionerindsats inden for studiet af kerneprocesser i stjernerne og stjernernes udvikling" |
| 1996           | Biologi                         |                                                                                      | Robert May                   | Storbritannien     | "for sin banebrydende økologiske forskning vedrørende teoretisk analyse af populationers, samfunds og økosystemers dynamik" |
| 1995           | Geovidenskab                    |                                                                                      | Willi Dansgaard              | Danmark            | "for grundlæggende indsats i udviklingen af isotopgeologiske analysestudier for studium af klimavariationer under kvartærperioden" |
| 1995           | Geovidenskab                    |                                                                                      | Nicholas John Shackleton     | Storbritannien     | "for grundlæggende indsats i udviklingen af isotopgeologiske analysestudier for studium af klimavariationer under kvartærperioden" |
| 1994           | Matematik                       |                                                                                      | Simon Donaldson              | Storbritannien     | "for udviklingen af ikke-lineær teknik i differentialgeometri som har ledt til løsningen af flere vigtige problemer" |
| 1994           | Matematik                       | Shing-Tung Yau                                                                       | USA                          |                    | "for udviklingen af ikke-lineær teknik i differentialgeometri som har ledt til løsningen af flere vigtige problemer" |
| 1993           | Biologi                         |                                                                                      | William D. Hamilton          | Storbritannien     | "for banebrydende genetiske og sindsfysiologiske studier af opførselsmutanter hos bananfluen" |
| 1993           | Biologi                         |                                                                                      | Seymour Benzer               | USA                | "for banebrydende genetiske og sindsfysiologiske studier af opførselsmutanter hos bananfluen" |
| 1992           | Geovidenskab                    |                                                                                      | Adolf Seilacher              | Tyskland           | "for hans banebrydende forskning inden for livets udvikling i samspil med miljøet, dokumenteret i geologiske formationer" |
| 1991           | Astronomi                       |                                                                                      | Allan Sandage                | USA                | "for vigtige aldersbestemmelser af stjernesystemer og for nøjagtig bestemmelse af universets afstandsskala og almindelige udvikling, udtrykt gennem Hubble-konstanten H0 og for opdagelsen af radiotavse kvasarer"                         |
| 1990           | Biologi                         |                                                                                      | Paul R. Ehrlich              | USA                | "for den ny biogeografiske teori om artsrigdom og dynamik i organismesamfund på øer og i biotopfragmenter med forskellig isoleringsgrad"                                                                                                   |
| 1990           | Biologi                         | Edward Osborne Wilson                                                                | Edward O. Wilson             | USA                | "for den ny biogeografiske teori om artsrigdom og dynamik i organismesamfund på øer og i biotopfragmenter med forskellig isoleringsgrad"                                                                                                   |
| 1989           | Astronomi                       | James Van Allen                                                                      | James Van Allen              | USA                | "for hans pionerindsats i udforskningen af verdensrummet, specielt hans opdagelse af de energirigt ladede partikler, som er indfanget i jordens magnetfelt og som danner strålebælterne - også kaldet Van Allen-bælterne - omkring jorden" |
| 1988           | Matematik                       |                                                                                      | Pierre Deligne               | USA                | "for deres fundamentale indsatser inden for algebraisk geometri" |
| 1988           | Matematik                       |                                                                                      | Alexander Grothendieck       | Frankrig           | "for deres fundamentale indsatser inden for algebraisk geometri" |
| 1987           | Biologi                         |                                                                                      | Eugerne P. Odum              | USA                | "for deres pionerindsats inden for feltet økosystemerne økologi" |
| 1987           | Biologi                         | Howard T. Odum                                                                       |                              | USA                | "for deres pionerindsats inden for feltet økosystemerne økologi" |
| 1986           | Geovidenskab                    |                                                                                      | Claude Allègre               | Frankrig           | "for banebrydende indsats ved studiet af isotopkemiske relationer og de geologiske tolkningsmuligheder som disse byder på" |
| 1986           | Geovidenskab                    | Gerald Joseph Wasserburg                                                             | USA                          |                    | "for banebrydende indsats ved studiet af isotopkemiske relationer og de geologiske tolkningsmuligheder som disse byder på" |
| 1985           | Astronomi                       |                                                                                      | Lyman Spitzer, Jr.           | USA                | "for grundlæggende pionerundersøgelser af praktisk talt alle aspekter af det interstellare medie, kulminerende i resultaterne fra Copernicussatellitten"                                                                                   |
| 1984           | Biologi                         |                                                                                      | Daniel Janzen                | USA                | "for fantasirig og stimulerende forskning over koevolutionære sammenhænge og processer, som har medvirket til at talrige forskere er blevet inspireret til yderligere forskningsindsatser inden for feltet"                                |
| 1983           | Geovidenskab                    |                                                                                      | Edward Lorenz                | USA                | "for på en unik måde at bidrage til en dybere forståelse af atmosfærens respektive havets storskalabevægelser |
| 1983           | Geovidenskab                    | Henry Stommel                                                                        |                              | USA                | "for på en unik måde at bidrage til en dybere forståelse af atmosfærens respektive havets storskalabevægelser |
| 1982           | Matematik                       |                                                                                      | Vladimir Arnold              | Rusland            | "for fortjenstfulde indsatser inden for ikke-lineære differentialligninger" |
| 1982           | Matematik                       | Louis Nirenberg                                                                      | Louis Nirenberg              | Canada · USA       | "for fortjenstfulde indsatser inden for ikke-lineære differentialligninger" |

1. ↑  Sagde nej til prisen